# Psapharochrus melanosticticus
Psapharochrus melanosticticus är en skalbaggsart som först beskrevs av White 1855.  Psapharochrus melanosticticus ingår i släktet Psapharochrus och familjen långhorningar. Inga underarter finns listade i Catalogue of Life.